# İlkin Şahbazov
İlkin Zaur oğlu Şahbazov (ur. 8 listopada 1986) – azerski zawodnik taekwondo, trzykrotny medalista mistrzostw Europy.
Z zawodu jest prawnikiem.
W 2006 roku podczas mistrzostw w Bonn został mistrzem kontynentu w kategorii do 62 kg. Dwa lata później, na mistrzostwach w Rzymie, zdobył srebrny medal w kategorii do 67 kg. W 2014 roku w Baku zajął trzecie miejsce w kategorii do 74 kg. W mistrzostwach kontynentu brał udział również w 2005 roku w Rydze, w 2010 roku w Petersburgu i w 2012 roku w Manchesterze, ale bez osiągnięć medalowych.
Sześciokrotnie wystąpił również w mistrzostwach świata – w 2002 roku w Heraklionie dotarł do ćwierćfinału, w 2007 roku w Pekinie odpadł w 1/16 finału, w 2009 roku w ... przegrał już pierwszy pojedynek w 1/32 finału, w 2011 roku w ... swój udział zakończył na 1/16 finału, w 2013 roku w Puebli dotarł do 1/8 finału, a w 2015 roku w Czelabińsku zakończył start na 1/32 finału i zajął 33. miejsce.
W 2003 roku został młodzieżowym mistrzem Europy w kategorii do 45 kg na mistrzostwach w Atenach.